# 回溯迷踪
《回溯迷踪》（英語：Regression）是一部2015年的心理惊悚片，由亚历桑德罗·阿曼巴执导，伊桑·霍克和艾玛·沃特森主演。该片于2015年9月18日在聖塞瓦斯蒂安國際電影節上首映。

## 剧情
故事发生于1990年的明尼苏达州，警探布鲁斯·肯纳（Bruce Kenner）负责调查汽车修理工约翰·格雷（John Gray）猥亵其女安吉拉（Angela）一案。约翰·格雷承认罪行，但不记得猥亵过程。心理学教授肯尼斯·睿恩斯（Kenneth Raines）试图用記憶重現法让约翰恢复记忆，发现约翰信撒旦教，布鲁斯的搭档乔治·内斯比特（George Nesbitt）也涉嫌其中。最后发现是安吉拉撒谎，指控其父的目的是为了和乔治私奔，而约翰认为是自己没管教好女儿，所以坚持认罪。

## 评价
其评分一般，烂番茄给出4.1分，Metacritic则给出32分。 